# 카나이 슈우
카나이 슈우(일본어: かない しゅう, (구 예명: 일본어: 金井 修, 카나이 슈), 1981년 10월 5일 ~ )는 일본의 배우로, 가나가와현 출신이며, 액트레인 클럽 소속했다.